# Sea & Us
Sea & Us — суперъяхта длиной 62,40 метра (204,7 фута). Спущена на воду компанией Amels Holland BV на своей верфи во Флиссингене.

## Конструкция и технические особенности
Её спроектировал Тим Хейвуд, а дизайн интерьера создала Winch Design. У неё есть два однотипных корабля: Event — 2013 года постройки и Madame Kate — 2015 года постройки.
 
Её длина составляет 62,40 метра (204,7 фута), ширина — 10,32 метро (33,9 фута), а осадка — 3,45 метро (11,3 фута). Корпус построен из стали, а надстройка из алюминия с палубами из тикового дерева. Яхта зарегистрирована в Lloyd's Register, выпущена на Маршалловых островах.
 
Оснащена двумя двигателями Caterpillar 3512C.
Приблизительная стоимость — 70 миллионов долларов США. Владельцем является российский предприниматель Анатолий Ломакин.
Яхта, принадлежащая компании Pasithea Shipping Ltd., зарегистрированной на Маршалловых островах, как утверждает российский оппозиционный политик Алексей Навальный, использовала журналистка Наиля Аскер-Заде, предполагаемая подруга российского банкира Андрея Костина.